# 宾阳专区
宾阳专区，中华人民共和国广西省已撤消的行政区，在今广西壮族自治区南部。1951年置，专员公署驻宾阳县。辖原属南宁专区的宾阳、邕宁、横县、武鸣、上林、永淳、迁江、隆山8县；原属玉林专区的贵县及原属百色专区的那马县。宾阳专区辖10县。
1952年，将那马、隆山2县合并为马山县；贵县划归容县专区。同年，宾阳专区由桂西僮族自治区领导。
1953年，撤销宾阳专区，与崇左专区合设邕宁专区；不久撤销邕宁专区（期间辖县有撤并），辖县改由桂西僮族自治区直辖。